# Amtsgericht Calvörde

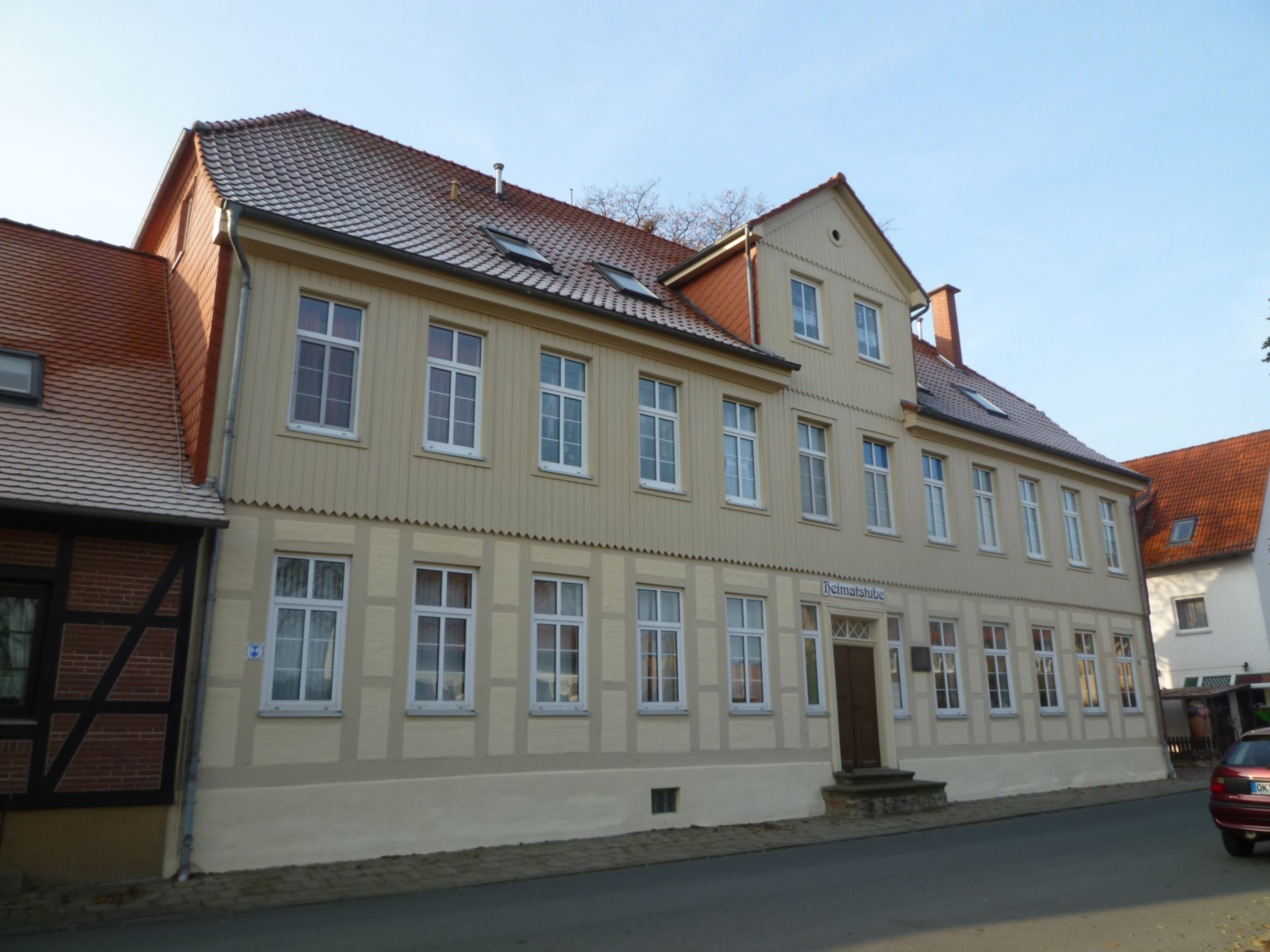
Früheres Amtsgericht Calvörde, heute Heimatmuseum, 2011

Das Amtsgericht Calvörde war ein Amtsgericht mit Sitz im Marktflecken Calvörde. Es ist das Geburtshaus des Kunsthistorikers Wilhelm von Bode und heutiges Heimatmuseum in Calvörde.

## Lage und Sitz
Das Amtsgericht steht in der Neustadtstraße 19, im Calvörder Weichbild Neustadt. Hier stand schon seit 1571 das Amts-Gut (Sitz der Amtsverwaltung), das auch gleichzeitig das Gerichtsgebäude war.

## Geschichte

### Vorgeschichte
Im 15. Jahrhundert gab es in Calvörde ein Bürgergericht, bestehend aus Schulzen, Schöppen und Rathmannen. Bis 1571 hatte die Landeshoheit, damit auch die Gerichtsbarkeit, im Amt Calvörde der jeweilige Pfandbesitzer; als letzter Pfandbesitzer ist Victor von Bülow bekannt. Herzog Julius löste 1571 das Pfand ein und schuf eine geordnete Amtsverfassung. Sie wurde von einem fürstlichen Beamten geleitet. Er nannte sich Hauptmann und später Droste. Das Fürstentum Braunschweig-Wolfenbüttel gliederte sich in vier Distrikte auf, Calvörde wurde dem Schöninger Distrikt zugeordnet. Das Gericht (schon in der Neustadtstraße ansässig) wurde von 1571 bis 1746 zunächst von dem Oberbeamten selbst, danach ab 1746 von einem Justitiarius geleitet. Am 10. Dezember 1845 wurde der deutsche Kunsthistoriker und Museumsfachmann Wilhelm von Bode in diesem Haus geboren. Sein Vater Wilhelm Benedict Sigismund Heinrich Bode war zu dieser Zeit Richter in Calvörde.

### Von der Märzrevolution bis zu den Reichsjustizgesetzen
Im Herzogtum Braunschweig waren die Ämter gleichzeitig Verwaltungsbehörde als auch Eingangsgericht. In Calvörde bestand das Amt Calvörde. Im Rahmen der Märzrevolution wurde 1848 auch die Trennung der Rechtsprechung von der Verwaltung gefordert. Diese wurde mit dem Gesetz, die Gerichtsverfassung betreffend vom 21. August 1849 umgesetzt. Die Kreise waren nun reine Verwaltungsorgane, die Gerichtsfunktion wurde zum 1. Juli 1850 speziellen Gerichten übertragen. An der Spitze stand das Obergericht Braunschweig, darunter bestand ein Kreisgericht in jedem Kreis und die Eingangsgerichte wurden als Stadt- bzw. Amtsgericht bezeichnet. Für den Landkreis Helmstedt entstand so das Kreisgericht Helmstedt und darunter das Amtsgericht Calvörde als eines von 22 Amtsgerichten des Herzogtums. Der Sprengel des Amtsgerichts umfasste 1863 einen Flecken und acht Dörfer mit 3969 Einwohnern.

### Ab 1879
Im Rahmen der Reichsjustizgesetze wurden reichsweit einheitlich Oberlandes-, Land- und Amtsgerichte gebildet. Im Herzogtum Braunschweig entstand so das Oberlandesgericht Braunschweig und die Landgerichte Braunschweig und Holzminden. Das Amtsgericht Calvörde blieb bestehen und war nun eines der 16 Amtsgerichte, die dem Landgericht Braunschweig zugeordnet waren. Am Gericht bestand 1880 eine Richterstelle. Das Amtsgericht war damit das kleinste Amtsgericht im Landgerichtsbezirk. Es wurden 4308 Gerichteingesessene gezählt.
Gegen Ende des Zweiten Weltkriegs wurde Calvörde am 12. April 1945 erst von US-amerikanischen und dann durch britische Truppen besetzt. Am 18. Mai 1945 wurde Calvörde Amtsbezirkshauptort. Am 2. Juli 1945 rückten die Sowjets als Besatzer in Calvörde ein; das Amtsgericht hatte, in der Zeit der Besetzung, keine Gültigkeit. Am 11. Juli 1945 wurde das ehemalige Amt Calvörde in die Provinz Sachsen eingeordnet. Das Ende des Amtsgerichts wurde danach bestätigt.

### Heutige Nutzung
Heute befindet sich im ehemaligen Amtsgericht das Heimatmuseum Heimatstube. Im Jahre 2011 wurde die Fassade des Gebäudes saniert.

## Architektur
Der lang gestreckte zweigeschossige Fachwerkbau besitzt einen niedrigen Steinsockel und eine kleine Freitreppe zur Straßenseite. Die gediegene, wohlproportionierte Architektur wird durch ein straßenzugewandtes Zwerchhaus betont. Das Obergeschoss ist verbrettert und die Giebel verschiefert. Es entstand zum Ende des 18. Jahrhunderts. Im 19. Jahrhundert wurde das Gebäude leicht überformt und durch einen Anbau erweitert. Das Gebäude ist architektonisch und städtebaulich, in der Region, von hoher Bedeutung.